# Salmo 84
O Salmo 84 é o 84.º salmo do Livro dos Salmos, geralmente conhecido em português pelo seu primeiro versículo, na Versão Almeida Corrigida Fiel, "Quão amáveis são os teus tabernáculos, SENHOR dos Exércitos!". O Livro dos Salmos é a terceira seção da Bíblia Hebraica, e um livro do Antigo Testamento cristão. Na versão grega da Septuaginta da Bíblia, e em traduções latinas como a Vulgata, esse salmo é o Salmo 83, em um sistema de numeração ligeiramente diferente. Em latim, é conhecido como "Quam dilecta tabernacula tua Domine virtutum". O salmo é um hino, mais especificamente um salmo de peregrinação, atribuído aos filhos de Corá.
Este salmo faz parte das liturgias judaica, católica, anglicana e protestante. Ele costuma ser reproduzido com música, principalmente por Heinrich Schütz e por Johannes Brahms, que o incluiu em sua obra Um Réquiem Alemão. O salmo 84 também foi parafraseado em hinos. Lidando com o lugar onde Deus vive, seu início tem sido usado como uma inscrição em sinagogas e igrejas, e o salmo é cantado para cerimônias de dedicação de igrejas e seus aniversários.

## Contexto e temas
O salmo 84 inicia um grupo de salmos no final do Livro III, dentro dos 150 salmos, 84 a 89. Esses salmos tentam fornecer esperança à comunidade israelita exílica, mas, apesar de celebrarem as tradições históricas do povo judeu, lembra ao leitor que esses elementos não fornecem mais a esperança que outrora fizeram. Dentro deste grupo, "o Salmo 84 vincula a presença do divino ao templo". Quatro salmos deste grupo, 84, 85, 87 e 88, são atribuídos aos coraítas, que são descritos como os porteiros do tabernáculo no Livro de Crônicas.
O salmo pode ter sido escrito antes ou depois do exílio na Babilônia (século VI a.C.). É atribuído aos filhos de Corá e foi compilado por Davi no Livro dos Salmos.
O salmo começa com um elogio ao lugar onde Deus vive e onde a pessoa que o escreve deseja estar. O salmo inicia e encerra dirigindo-se a Deus como o Senhor dos Exércitos, um epíteto divino. O desejo vai além do lugar em que Deus vive, ansiando pela presença do "Deus vivo". Deus também é identificado com o sol, como o "doador da vida" e com um escudo protetor. Deus é chamado de "meu Rei e meu Deus", o poder por trás da vida.
Originalmente, o lugar desejado de Deus significava o templo em Jerusalém. Alguns estudiosos acreditam que o salmo é escrito do ponto de vista dos peregrinos a caminho do templo, enquanto outros pensam que ele data do tempo do exílio, desejando restaurar o templo destruído. No pensamento cristão, o lugar onde Deus vive é frequentemente identificado com a vida eterna.  O versículo 6 (em hebraico:  עֵמֶק הַבָּכָא) foi traduzido como vale de lágrimas ou choro e como vale de Baca.
Agostinho de Hipona escreveu um comentário detalhado sobre o Salmo 84. Ele explicou, por exemplo, que "por um dia em seus átrios é melhor que mil" significa que um dia eterno e pacífico perto de Deus é preferível a muitos dias na condição humana. James Luther Mays comenta no livro Salmos que o Salmo 84 é especialmente amado por todos os salmos que contemplam a habitação de Deus e observa que ela contém três bem-aventuranças. Thomas More escreveu anotações em seu saltério para o Salmo 84 enquanto aguardava a execução na Torre de Londres, expressando seu desejo de poder participar novamente da adoração cristã.

## Texto

### Versão da Bíblia Hebraica
O texto no hebraico original começa com um versículo tratado como legenda na versão Almeida Corrigida Fiel. É uma direção musical para o maestro dos músicos levitas no templo em Jerusalém.
| Verso | Hebraico                                                                        |
| ----- | ------------------------------------------------------------------------------- |
| 1     | לַֽמְנַצֵּ֥חַ עַל־הַגִּתִּ֑ית לִבְנֵי־קֹ֥רַח מִזְמֽוֹר                                                   |
| 2     | מַה־יְּדִיד֥וֹת מִשְׁכְּנוֹתֶ֗יךָ יְהֹוָ֥ה צְבָאֽוֹת                                                   |
| 3     | נִכְסְפָ֬ה וְגַם־כָּלְתָ֨ה נַפְשִׁי֘ לְחַצְר֪וֹת יְהֹ֫וָ֥ה לִבִּ֥י וּבְשָׂרִ֑י יְ֜רַנְּנ֗וּ אֶל־אֵ֥ל חָֽי                        |
| 4     | גַּם־צִפּ֨וֹר / מָ֪צְאָה בַ֡יִת וּדְר֚וֹר קֵ֥ן לָהּ֘ אֲשֶׁר־שָׁ֪תָה אֶפְרֹ֫חֶ֥יהָ אֶת־מִ֖זְבְּחוֹתֶיךָ יְהֹוָ֣ה צְבָא֑וֹת מַ֜לְכִּ֗י וֵֽאלֹהָֽי |
| 5     | אַשְׁרֵי יֽוֹשְׁבֵ֣י בֵיתֶ֑ךָ ע֜֗וֹד יְהַֽלְל֥וּךָ סֶּֽלָה                                                  |
| 6     | אַשְׁרֵ֣י אָ֖דָם ע֣וֹז לוֹ־בָ֑ךְ מְ֜סִלּ֗וֹת בִּלְבָבָֽם                                                  |
| 7     | עֹֽבְרֵ֚י בְּעֵ֣מֶק הַ֖בָּכָא מַעְיָ֣ן יְשִׁית֑וּהוּ גַּם־בְּ֜רָכ֗וֹת יַעְטֶּ֥ה מוֹרֶֽה                                  |
| 8     | יֵֽלְכוּ מֵחַ֣יִל אֶל־חָ֑יִל יֵֽרָאֶ֖ה אֶל־אֱלֹהִ֣ים בְּצִיּֽוֹן                                            |
| 9     | יְהֹוָ֚ה אֱלֹהִ֣ים צְ֖בָאוֹת שִׁמְעָ֣ה תְפִלָּתִ֑י הַֽאֲזִ֨ינָה אֱלֹהֵ֖י יַֽעֲקֹ֣ב סֶֽלָה                                |
| 10    | מָ֣גִנֵּנוּ רְאֵ֣ה אֱלֹהִ֑ים וְ֜הַבֵּ֗ט פְּנֵ֣י מְשִׁיחֶֽךָ                                                  |
| 11    | כִּ֚י טוֹב־י֥וֹם בַּֽחֲצֵרֶ֗יךָ מֵ֫אָ֥לֶף בָּחַ֗רְתִּי הִ֖סְתּוֹפֵף בְּבֵ֣ית אֱלֹהַ֑י מִ֜דּ֗וּר בְּאָֽהֳלֵי־רֶֽשַׁע                    |
| 12    | כִּ֚י שֶׁ֨מֶשׁ וּמָגֵן֘ יְהֹוָ֪ה אֱלֹ֫הִ֥ים חֵ֣ן וְ֖כָבוֹד יִתֵּ֣ן יְהֹוָ֑ה לֹֽא־יִמְנַ֥ע ט֜֗וֹב לַהֹֽלְכִ֥ים בְּתָמִֽים               |
| 13    | יְהֹוָ֥ה צְבָא֑וֹת אַשְׁרֵ֥י אָ֜דָ֗ם בֹּטֵ֥חַ בָּֽךְ                                                      |

### Versão Almeida Corrigida Fiel
1. Quão amáveis são os teus tabernáculos, SENHOR dos Exércitos!
2. A minha alma está desejosa, e desfalece pelos átrios do Senhor; o meu coração e a minha carne clamam pelo Deus vivo.
3. Até o pardal encontrou casa, e a andorinha ninho para si, onde ponha seus filhos, até mesmo nos teus altares, Senhor dos Exércitos, Rei meu e Deus meu.
4. Bem-aventurados os que habitam em tua casa; louvar-te-ão continuamente. (Selá.)
5. Bem-aventurado o homem cuja força está em ti, em cujo coração estão os caminhos aplanados.
6. Que, passando pelo vale de Baca, faz dele uma fonte; a chuva também enche os tanques.
7. Vão indo de força em força; cada um deles em Sião aparece perante Deus.
8. Senhor Deus dos Exércitos, escuta a minha oração; inclina os ouvidos, ó Deus de Jacó! (Selá.)
9. Olha, ó Deus, escudo nosso, e contempla o rosto do teu ungido.
10. Porque vale mais um dia nos teus átrios do que mil. Preferiria estar à porta da casa do meu Deus, a habitar nas tendas dos ímpios.
11. Porque o Senhor Deus é um sol e escudo; o Senhor dará graça e glória; não retirará bem algum aos que andam na retidão.
12. Senhor dos Exércitos, bem-aventurado o homem que em ti põe a sua confiança.[13]

## Usos

### Judaísmo
O versículo 5 do salmo, "Bem-aventurados os que habitam em tua casa; louvar-te-ão continuamente", é o primeiro de dois versos introdutórios anexados à oração comumente conhecida como Ashrei (Salmo 145), que é recitada duas vezes durante o Shacharit (serviço de oração da manhã) e uma vez durante o Minchá (serviço de oração da tarde). A primeira palavra deste verso, Ashrei ("bem-aventurado"), dá seu nome a toda a oração.
O versículo 13, "Senhor dos Exércitos, bem-aventurado o homem que em ti põe a sua confiança", é o segundo de uma tríade de versículos recitados na oração Vehu Rachum em Pesukei dezimra, em Uva letzion e no início de Maariv (serviço de oração da noite). Segundo a tradição, o primeiro verso deste grupo (Salmos 46:8) foi recitado por Abraão, enquanto este segundo verso foi recitado por Isaac, e o terceiro verso, Salmos 20:10, foi recitado por Jacó - os três patriarcas judeus. O versículo 13 também é um dos versículos de salvação e esperança recitados no início da cerimônia de Havdalá.

### Cristianismo
Para a Igreja Católica, o salmo 84 faz parte do rito católico de dedicação de igrejas e altares. Assim como ocorre no catolicismo, no protestantismo o Salmo 84 foi recomendado para cerimônias para dedicar igrejas. O salmo também foi usado para aniversários da dedicação de igrejas, como o 50º Kirchweihfest da reconstruída igreja Luisenkirche em Berlim-Charlottenburg, e a comemoração dos 500 anos da Reforma em Munique. É frequentemente objeto de sermões em tais ocasiões, como por Jürgen Seidl em uma mensagem em 7 de maio de 2006, comemorando os 125 anos da igreja Dreikönigskirche em Frankfurt, com a performance da cantata de Bach Gott der Herr ist Sonn und Schild, BWV 79.

## Cenário musical

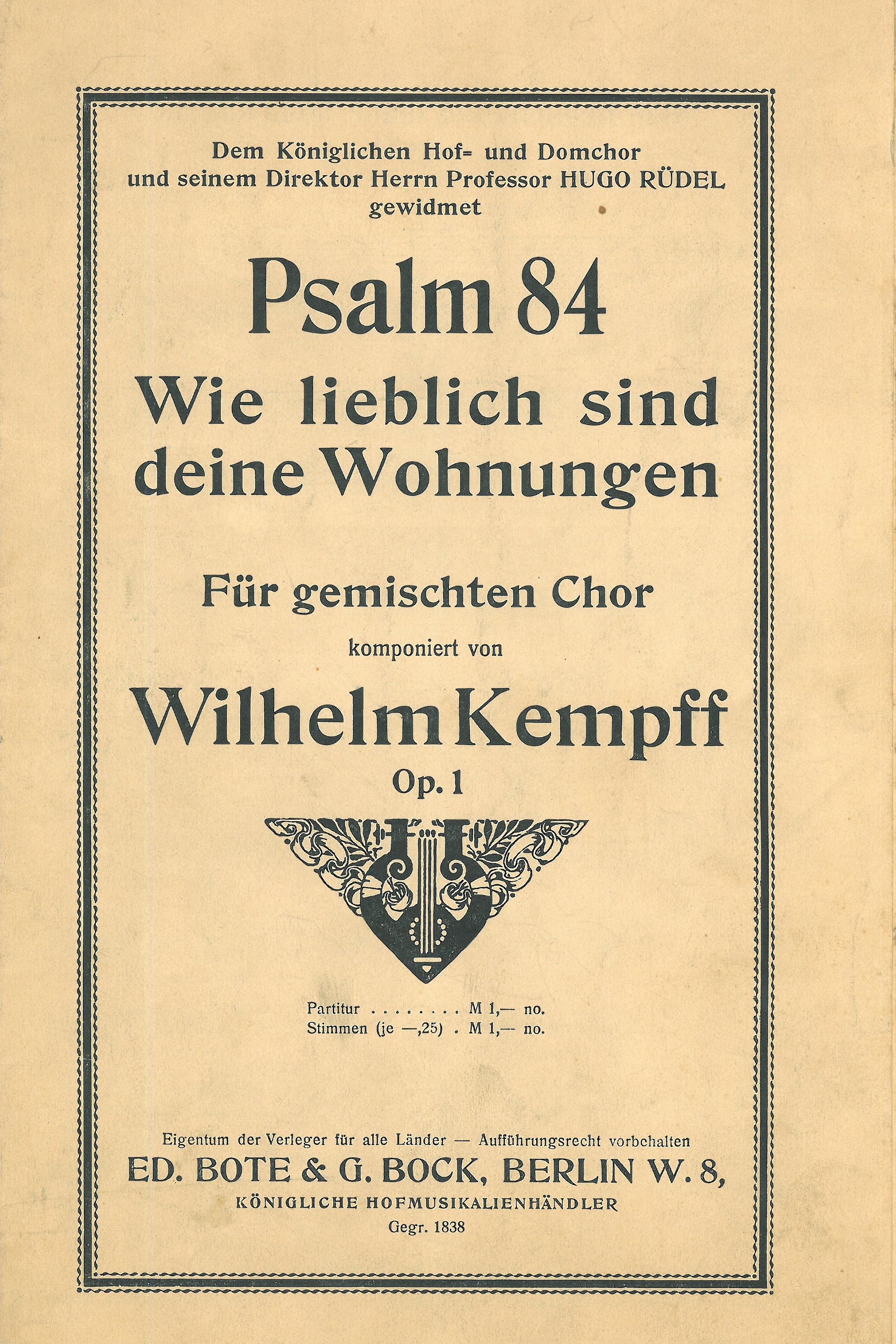
Capa da adaptação musical de Wilhelm Kempff

Heinrich Schütz colocou o Salmo 84 na tradução alemã de Martinho Lutero como parte de sua Op. 2,  Psalmen Davids sampt etlichen Moteten und Concerten (Salmos de Davi com vários motetos e concertos). Johann Sebastian Bach definiu o versículo 11 como o movimento de abertura de sua cantata Gott der Herr ist Sonn und Schild, BWV 79, escrita para o Dia da Reforma Protestante de 1725. Johann Justus Kahle definiu o salmo como um dos quatro Salmos Cantatas para soprano, dois oboés, dois violinos e continuo, para a dedicação da igreja em Ostrava.
Johannes Brahms incluiu os versículos 1, 2 e 4 em alemão, "Wie lieblich sind deine Wohnungen" (quão amáveis são os teus tabernáculos), como o quarto e principal movimento de seu Réquiem alemão, Um Réquiem Alemão, op. 45. Friedrich Kiel estabeleceu os 2 primeiros versos como o número 3 de seu Six Motets, op. 82, publicado em 1883.
Hubert Parry, que era ao mesmo tempo professor de música na Universidade de Oxford e professor de composição e história da música no Royal College of Music, estabeleceu o salmo no estilo do canto anglicano, usado na oração da tarde e em cerimônias de dedicação. Alexis de Castillon definiu Paraphrase du Psaume 84 (Paráfrase do Salmo 84) de Louis Gallet para solistas, coral e orquestra como Op. 17. Em 1913, Wilhelm Kempff compôs um cenário para coro a capella para o coro da catedral em Berlim como sua Op. 1. Katherine Kennicott Davis definiu os versículos 1 a 3 (Quão Amáveis São os Teus Tabernáculos) para voz e piano ou órgão em 1952.
Várias músicas e hinos são baseados no Salmo 84 ou contém parte dele, como por exemplo, o holandês "Wat hou ik van uw huis", do Psalmen voor Nu. Matthias Jorissen escrito em 1798. Em 1834, Henry Francis Lyte escreveu um hino "Agradáveis são os vossos átrios acima", uma paráfrase do salmo em quatro estrofes, publicada em 213 hinários. John Milton, autor do Paraíso Perdido, escreveu um hino em forma condensada de quatro breves estrofes: "Quão amáveis são os teus tabernáculos!", que aparece em 58 hinários.